# Бригада дьявола
«Бригада дьявола» (англ. The Devil’s Brigade) — американский военный фильм 1968 года, снятый режиссёром Эндрю В. Маклагленом по книге «Бригада дьявола», написанной Робертом Адлиманом в соавторстве с полковником Джоном Уолтером (офицером подразделения). Фильм повествует о формировании и первом боевом задании 1-го подразделения специальной службы.

## Сюжет
Вторая мировая война. Летом 1942 года на территории форта Уильяма Генри Харрисона формируется и проходит обучение 1-е подразделение специальной службы (совместное американо-канадское подразделение коммандос) под руководством подполковника Роберта Т. Фредерика. Командование союзников планировало использовать подразделение в оккупированной немцами Норвегии. Но когда диверсионный рейд в Норвегию был возложен на плечи британских коммандос, встал вопрос о расформировании ненужного подразделения. В итоге 1-е подразделение специальной службы принимает участие в начавшейся Итальянской операции. Отправившись на разведку, бойцы подразделения обезвреживают и берут в плен целый немецкий гарнизон, дислоцирующийся в небольшом итальянском городке. Впоследствии пленные немцы дают им прозвище — «Бригада дьявола», а командир подразделения повышен до звания полковника. Подразделение полковника Роберта Фредерика принимает «боевое крещение» в битве при Монте-ла-Дефенсе. Забравшись по высокой отвесной скале, бойцы попадают на незащищённую восточную часть горы, на которой находилась немецкая цитадель. Вступив в бой с немцами и понеся большие потери, бойцы подразделения захватывают неприступную горную цитадель, дав возможность союзным войскам вести дальнейшее наступление в Италии.   

## В ролях
- Уильям Холден — подполковник Роберт Т. Фредерик[англ.]
- Клифф Робертсон — майор Алан Краун
- Винс Эдвардс — майор Клифф Брикер
- Эндрю Прайн — рядовой Теодор Рэнсом
- Клод Экинс — рядовой Рикки Рокман
- Ричард Джекел — рядовой Омар Греко
- Джек Уотсон — капрал Пикок
- Джереми Слейт — сержант Патрик О’Нилл
- Ричард Доусон — рядовой Хью Макдональд
- Билл Флетчер — рядовой Билли «Бронк» Гатри
- Том Трауп — рядовой Аль-Манелла
- Люк Аскью — рядовой Хьюберт Хиксон
- Жан-Поль Виньон — рядовой Анри Лоран
- Том Стерн — капитан Кардуэлл
- Гарри Кэри — капитан Роуз
- Майкл Ренни — генерал-лейтенант Марк Кларк
- Кэрролл О’Коннор — генерал-майор Максвелл Хантер
- Дэна Эндрюс — бригадный генерал Уолтер Нейлор
- Гретхен Уайлер — радостная леди
- Дон Мегуэн — Люк Фелан
- Патрик Ноулз — адмирал лорд Маунтбеттен
- Вильгельм фон Хорбург — пленный немец
- Мэгги Трет — Милли
- Аликс Тэлтон — мисс Арнольд
- Алан Кайю — генерал Марлин
- Хэл Нидхэм — сержант
- Джеймс Крейг — генерал-майор Кнапп
- Ричард Симмонс — генерал Биксби
- Норман Олден — лейтенант военной полиции

## Съёмочная группа
- Режиссёр: Эндрю В. Маклаглен
- Продюсер: Дэвид Л. Уолпер
- Сценарист: Уильям Робертс
- Оператор: Уильям Х. Клотье
- Композитор: Алекс Норт